# 국회정당연맹

국회정당연맹 당기

국회정당연맹(영어: Congress Party Alliance, CPA, 중국어 정체자: 國會政黨聯盟, 병음: GuóHuì Zhèngdǎng Liánméng 궈후이정당롄멍[*])은 중화민국의 정당이다. 2018년 10월 18일 타이베이 국회정당연맹이 설립 개최 회의에 따라 창당되었다. 중앙 당사는 타이베이시 중정구 중샤오동로2부 88호 4층에 있다. 2019년 1월 25일 민국당과 합당을 성사시켜, 중화민국 역사상 첫 합당을 이룩하였다.

## 설립 목적
국회정당연맹은 정부 체제 개혁 개방을 통해 국민의 자유와 사회 복지를 보장하고 다양한 경제 건설을 적극적으로 개발하며 국민 전체의 풍요로운 삶을 창조하고 정당의 협력을 증진하며 양안의 평화로운 발전을 촉진하고 목적으로 대만을 건설한다고 밝혔다.
국회정당연맹은 민주진보당이 양안 관계를 염두에두고 개인이나 당 자체의 이데올로기를 포기하고 국민의 복지와 여론을 의사 결정의 최고 원칙으로 추구해야한다고 주장했다. 중화민국과 중화인민공화국의 정치적 문제 외의 교류와 상호 작용이 더 커지고 동시에 중국 본토는 대만 지역의 여론을 인정하고 수용해야 하며 양안 평화를 위해 협력해야한다고 밝혔다.

### 선서
인도주의적 개념을 지키고 민간 정신을 고수하고 해협 양측의 평화를 사명으로 유지하면서 국가의 혼란을 없애고 사람들이 좋은 삶을 누릴 수있게하십시오!

## 역대 지도자

### 역대 주석
| 대수 | 직위        | 이름                    | 취임             | 이임            | 비고 |
| ---- | ----------- | ----------------------- | ---------------- | --------------- | ---- |
| 1    | 주석 (主席) | 우쥐에먀오톈 (悟覺妙天) | 2018년 10월 18일 | 2020년 3월 31일 |      |

### 1기 지도부
2018.10.18 ~ 2020.3.31
- 주석 : 우쥐에먀오톈
- 부주석 : 차이하오 → (공석) → 쉬신잉 → (공석)
- 비서장 : 차이정원 → 쉬신잉 → 가오궈칭
- 당 대변인 : 강런쥔 → 가오궈칭
  - 당 차대변인：랴오베이잉
- 총고문 : 차이정원 → (공석)
- 청년부 부장 : 왕징야
  - 청년부 차장 : 랴오베이잉

## 같이 보기
- 쉬신잉
- 쉬스쉰
- 추징야
- 장징팡
- 우쉬즈
- 장청
- 랴오베이잉